# Moldavia ai XXIV Giochi olimpici invernali
La Moldavia ha partecipato ai XXIV Giochi olimpici invernali, che si sono svolti dal 4 al 20 febbraio 2022 a Pechino in Cina, con una delegazione composta da 5 atleti. Portabandiera della squadra nel corso della cerimonia di apertura è stata la slittinista Doina Descalui. La biatleta Alina Stremous invece, è stata portabandiera nella cerimonia di chiusura.

## Delegazione
| Sport    | Uomini | Donne | Totale |
| -------- | ------ | ----- | ------ |
| Biathlon | 2      | 2     | 4      |
| Slittino | 0      | 1     | 1      |
| Totale   | 2      | 3     | 5      |

## Biathlon

### Uomini
| Evento            | Atleta         | Tempo   | Errori      | Posizione |
| ----------------- | -------------- | ------- | ----------- | --------- |
| 10 km sprint      | Pavel Magazeev | 27'25"0 | 3 (2+1)     | 79º       |
| 10 km sprint      | Maksim Makarov | 29'45"6 | 5 (2+3)     | 93º       |
| 20 km individuale | Pavel Magazeev | 52'41"7 | 2 (1+1+0+0) | 26º       |

### Donne
| Evento                    | Atleta         | Tempo   | Errori      | Posizione |
| ------------------------- | -------------- | ------- | ----------- | --------- |
| 7,5 km sprint             | Alla Ghilenko  | 26'04"6 | 4 (2+2)     | 86ª       |
| 7,5 km sprint             | Alina Stremous | 21'59"5 | 0 (0+0)     | 10ª       |
| 10 km inseguimento        | Alina Stremous | 38'01"3 | 2 (0+0+1+1) | 16ª       |
| 15 km individuale         | Alla Ghilenko  | 52'28"3 | 2 (0+1+0+1) | 72ª       |
| 15 km individuale         | Alina Stremous | 49'07"5 | 4 (1+2+0+1) | 37ª       |
| 12,5 km partenza in linea | Alina Stremous | 47'30"0 | 9 (1+2+3+3) | 30ª       |

## Slittino
| Evento            | Atleta         | 1ª manche | 1ª manche | 2ª manche | 2ª manche | 3ª manche | 3ª manche | 4ª manche       | 4ª manche       | Totale   | Totale |
| Evento            | Atleta         | Tempo     | Pos.      | Tempo     | Pos.      | Tempo     | Pos.      | Tempo           | Pos.            | Tempo    | Pos.   |
| ----------------- | -------------- | --------- | --------- | --------- | --------- | --------- | --------- | --------------- | --------------- | -------- | ------ |
| Singolo femminile | Doina Descalui | 1'01"928  | 34ª       | 1'02"192  | 31ª       | 1'02"174  | 32ª       | Non qualificata | Non qualificata | 3'06"294 | 32ª    |